# Les Corsaires ensorcelés
Les Corsaires ensorcelés (De geverniste zeerovers en néerlandais) est le quarante-et-unième album de la série de bande dessinée Bob et Bobette. Il porte le numéro 120 de la série actuelle.
Il a été écrit par Willy Vandersteen et publié dans De Standaard et Het Nieuwsblad du 16 octobre 1957 au 25 février 1958,.
L'histoire est une suite directe à l'aventure précédente, Le Testament parlant, et est en partie basée sur le mythe de Robinson Crusoé.

## Synopsis
Lambique, devenue millionnaire, pavane dans les rues et distribue de l'argent aux plus pauvres et est ainsi populaire. Mais avec Sidonie et les autres, il se comporte mal. Tellement mal que quand Sidonie lui fait la remarque, Lambique part  alors avec Jérôme à bord d'un navire pour vivre sur île déserte, seul, tandis que Bob, Bobette et Sidonie embarquent clandestinement pour le surveiller, à l'aide de Jérôme. Mais un cruchon de vernis enchanté reçue par un marin va bouleverser ce voyage, animant les objets. 
Le bateau échoué près d'une île, nos amis décideront de la coloniser alors que le cruchon de vernis a été renversé sur une panoplie de jouets de corsaires...

## Personnages principaux
- Bob
- Bobette
- Tante Sidonie
- Lambique
- Jérôme

## Personnages secondaires
- Limbaque : poupée de Lambique devenue vivante et grande
- Capitaine Landouille : capitaine corsaire issu de la panoplie de jouets de Lambique

## Lieux
- Belgique
- Île tropicale

## Autour de l'album
- À la page 45, dans la version en néerlandais, tous les mots dans les bulles, durant six cases et deux bandes de long, commencent par la lettre « V ».
- Le nom Limbaque est une anagramme de Lambique.

## Éditions
- De geverniste zeerovers , 1957, Standaard : édition originale en néerlandais
- Les corsaires ensorcelés, 1971, Érasme : édition en français
- De geverniste zeerovers / Les corsaires ensorcelés, 1988, Standaard : édition en néerlandais / français